# Herman Gerrit Jacobus van Doesburgh
Herman Gerrit Jacobus van Doesburgh (Heerewaarden, 7 februari 1800 - Rotterdam, 17 april 1874) was een Nederlandse predikant.
Van Doesburgh werd op vijftienjarige leeftijd in 1815 inschreven aan de Universiteit van Utrecht. Na zijn studie werd hij predikant te Nederlangbroek (1823-1826) en te Schiedam (1826-1830). Hij was predikant te Rotterdam van 1830 tot zijn emeritaat in 1865. Hij vervulde bestuursfuncties bij het Nederlandsch Zendeling Genootschap en bij het Nederlands Bijbelgenootschap. Hij was Ridder in de Orde van de Nederlandse Leeuw
Herman Gerrit Jacobus Van Doesburgh was een zoon van de predikant Jacobus van Doesburgh (1777-1842). Hij huwde in 1827 met Anna Wilhelmina de Vries, Met wie hij zes kinderen kreeg. Zoon Thade van Doesburgh (1828-1895) was directeur van het Bataafs Genootschap. Zoon Hendrik Gerard van Doesburgh (1836-1897) werd hoofdcommissaris van politie te Amsterdam. 
Hij werd begraven op de Algemene Begraafplaats Crooswijk.